# 逢いたい…
「逢いたい…」（あいたい）は、YU-Aの1stシングルである。

## 概要
- Foxxi misQのメンバー・YU-Aのソロデビューシングル。
- ソロデビューのきっかけは、自身がソロ名義で参加した童子-Tの「願い feat.YU-A（Foxxi misQ）」の反響を受けてだという。作曲・編曲は童子-T率いる3rd Productionsが担当している。
- 携帯歌詞表示サイト「デジ歌詞JOYSOUND」で2週連続閲覧数1位を記録し、着うた・着うたフルの合計ダウンロード数は10万件を突破した。
- 初回盤にはPVを収録したDVDが付いている。

## 収録曲
1. 逢いたい…（4:55）
  - 作詞：YU-A／作曲・編曲：3rd Productions
2. Little girl（3:50）
  - 作詞：YU-A／作曲・編曲：3rd Productions
3. 逢いたい…(instrumental）（4:55）
4. Little girl(instrumental）（3:50）

## タイアップ
- 日本テレビ系「ダウンタウンDX」4・5月度エンディングテーマ（M-1）
- レコチョク4月度CMソング（M-1）
- 熊本朝日放送「パチプレTV-R」4月度エンディングテーマ（M-1）
- 北海道文化放送「どぉーだ!Presents タカトシ牧場」 （2009年5月-9月、エンディングテーマ）